# Dansk Speedcubing Forening
Dansk Speedcubing Forening (DSF) er en non-profit organisation grundlagt i 2010 med det formål at fremme speedcubing i Danmark. Foreningen er medlem af World Cube Association

## Formål
DSF arbejder for at fremme speedcubing gennem organisering af konkurrencer og støtte til danske speedcubere.

## Aktiviteter
DSF organiserer nationale og regionale konkurrencer i discipliner som 2x2, 3x3, 4x4 og andre specialdiscipliner. Foreningen afholder også workshops og træningssessioner ledet af erfarne cubere for at hjælpe deltagere med at forbedre deres færdigheder. Desuden støtter DSF danske speedcubere ved internationale konkurrencer som verdens- og europamesterskaber ved at tilbyde økonomisk støtte og rådgivning.

## Medlemskab
Medlemskab er åbent for alle interesserede og giver adgang til eksklusive træningssessioner, workshops og rabatter på konkurrencer.

## Lokalforeninger
- Fyns Speedcubing Forening
- Roskilde Speedcubing Forening
- Furesø Speedcubing Forening
- Hvidovre Speedcubing Forening
- Speedcubing Aarhus
- Speedcubing Herning
- Ishøj Speedcubing Forening